# Ханджи-Газло
Ханджи-Газло (груз. ხანჯი-გაზლო, азерб. Xancığazlı) — село Марнеульского муниципалитета, края Квемо-Картли республики Грузия с 99 %-ным азербайджанским населением. Находится на юге Грузии, на территории исторической области Борчалы..

## География
Граничит с селами Текали, Меоре-Кесало, Пирвели-Кесало, Диди-Муганло и Кирач-Муганло Марнеульского Муниципалитета.

## Население
По данным Государственного статистического комитета Грузии, согласно официальной переписи 2002 года, численность населения села Ханджи-Газло составляет 436 человек и на 99 % состоит из азербайджанцев.

## Экономика
Население в основном занимается овцеводством, плодоводством и скотоводством. Село испытывает трудности с водообеспечением.

## Достопримечательности
- Мечеть
- Средняя школа[6]